# Trinta e seis vistas do monte Fuji (Hiroshige)
36 vistas do monte Fuji (em japonês 富士三十六景; Fuji Sanjū-Rokkei) são duas série de gravuras em madeira criadas pelo artista de ukiyo-e japonês Ando Hiroshige que retratam o monte Fuji em diferentes estações do ano e condições climatéricas a partir de diferentes localizações.
A série pintada em 1852 está na posição horizontal, a série de 1858 tem a orientação vertical. O mesmo tema foi tratado por Hokusai em duas de suas proprias séries, Trinta e seis vistas do monte Fuji (1823-1829) e "As Cem vistas do Monte Fuji".